# McJob
McJob er en slangbetegnelse for et ustimulerende, dårligt betalt arbejde med få fremtidsudsigter. Udtrykket er opkaldt efter fastfood-kæden McDonald's, men bruges til at beskrive alle type jobs af lav status - uanset ansættelsessted - hvor der kun kræves lidt oplæring, fortjenesten på den enkelte medarbejder er høj, og de ansattes dagligdag er stramt reguleret af lederen. McJobs bliver især skabt gennem servicesektorens ekspansion.
Ordet blev første gang brugt i USA i 1980’erne og blev kendt af den almene befolkning, efter at Douglas Coupland i 1991 brugte det i sin bog Generation X. Udtrykket kommer af den internationale burgerkæde McDonald's der startede i USA i 1954.